# Catherine Maguire
Catherine Maguire (auch Kay Maguire, verheiratete Horsfall; * 4. Februar 1906 in Pacific, Missouri; † April 1991) war eine US-amerikanische Hochspringerin.
Bei den Olympischen Spielen 1928 in Amsterdam wurde sie Achte mit 1,48 m.
1926 und 1927 wurde sie US-amerikanische Meisterin. Ihre persönliche Bestleistung von 1,59 m stellte sie am 18. Juni 1932 in St. Louis auf.